# Rawa Pening
Rawa Pening är en våtmark i Indonesien.   Den ligger i provinsen Jawa Tengah, i den västra delen av landet, 400 km öster om huvudstaden Jakarta. Arean är 2 585 kvadratkilometer.